# 唐全顺
唐全顺（1963年—），上海人，是已退役的中国足球运动员，八十年代至九十年代初上海足球队的主力前锋，外号“三毛”。

## 职业生涯
唐全顺从杨浦区少体校进入市体校、上海二队、上海队，很快凭借出色的技术和意识占据了主力前锋的位置。1983年随队获得第五届全运会冠军，1988年夺得职业化之前的全国甲级联赛最佳射手。1989年他入选了高丰文的国家队，不过很快主动退出。
1992年唐全顺前往香港，加盟香港甲组足球联赛球队愉園。1993年底足球职业化开始，唐全顺因为身体素质的原因没有加入新成立的上海申花，而是先后加盟了低级别的上海大顺和上海浦东，并都成功帮助球队冲入了甲B联赛。1996年他在浦东队兼任助理教练，1997年赛季开始前正式退役，告别了职业足坛。

## 退役后情况
2003年，唐全顺因为赌博罪被上海市杨浦区法院判处拘役四个月，据调查他从1997年退役后就参与赌球，到2003年自己开设盘口，接受了10位赌徒的赌资，获利2100元，但很快被抓获。他也成为中国足球历史上第一位因赌球而入狱的“圈内人士”。
出狱后的唐全顺加入了前队友李中华创建的中华足球俱乐部，参加业余基层比赛。